# À belles dents
À belles dents («Con hermosos dientes» en español) es una película dramática franco-alemana de 1966 dirigida por Pierre Gaspard-Huit y protagonizada por Mireille Darc, Jacques Charrier y Daniel Gélin.
Los decorados de la película fueron diseñados por el director de arte Willy Schatz. Fue filmado en Eastmancolor.

## Argumento
Cuando sus padres murieron, Eva Ritter encontró trabajo como au pair con una familia burguesa en París. Desde allí, Eva, joven y ambiciosa, persigue una carrera en la cama para llegar a la cima de la sociedad. Ama el glamour y la moda más que nada... y a los mismos hombres que están dispuestos a financiarle una vida tan lujosa. Su ascenso comienza cuando modela para fotografías de moda, luego se le permite presentar alta costura en la pasarela por primera vez y finalmente termina como chica de portada en la portada de una revista de moda. Eva no teme más que la pobreza, de la que todavía guarda terribles recuerdos cuando era huérfana, y la mediocridad; su deseo se limita a ascender continuamente. Hay muchos hombres que están enamorados de la atractiva rubia glamurosa. Por ejemplo, un hombre de edad avanzada que posee una mina de estaño, o el barón siderúrgico alemán Peter von Kessner, con quien se casa inmediatamente después de su primer divorcio cuando, por capricho, se casó con un multimillonario a pesar de su amor por un joven arquitecto. Pero cuanto más asciende económica y socialmente, más tiene que darse cuenta de que esto no contribuye a su felicidad: al final, Eva es rica e independiente luego de que su segundo marido muere, dejándola al frente de una inmensa fortuna que puede gestionar sola, pero también más sola e infeliz que nunca.

## Reparto
- Mireille Darc como Eva Ritter
- Jacques Charrier como Jean-Loup Costa.
- Daniel Gélin como Bernard.
- Peter van Eyck como Peter von Kessner.
- Paul Hubschmid como Francesco Jiménez.
- Tilda Thamar como Stella
- Erika Remberg como Marie.
- Ilse Steppat como Carol Stevens.
- Reinhold Timm como Jaro.
- Ingrid Steeger como chica en una fiesta de disfraces.
- Maurice Garrel
- Robert Le Béal
- Ellen Bahl
- Helga Lehner
- Henry Djanik
- Christian Lude